# 里内尔
里内尔，是西班牙加泰罗尼亚莱里达省的一个市镇。 总面积47平方公里，总人口279人（2001年），人口密度6人/平方公里。